# Challenger de Antalya II 2021
El torneo Antalya Challenger 2021 fue un torneo profesional de tenis. Perteneció al ATP Challenger Series 2021. Se disputó en su 2.ª edición sobre superficie tierra batida, en Antalya, Turquía, entre el 1 y el 7 de febrero de 2021.

## Jugadores participantes del cuadro de individuales
| Favorito | País                  | Jugador             | Rank1 | Posición en el torneo |
| -------- | --------------------- | ------------------- | ----- | --------------------- |
| 1        | Bandera de Portugal   | João Sousa          | 92    | Primera ronda         |
| 2        | Bandera de España     | Jaume Munar         | 110   | FINAL                 |
| 3        | Bandera de Colombia   | Daniel Elahi Galán  | 115   | Segunda ronda         |
| 4        | Bandera de Brasil     | Thiago Seyboth Wild | 118   | Segunda ronda         |
| 5        | Bandera de Eslovaquia | Jozef Kovalík       | 125   | Cuartos de final      |
| 6        | Bandera de Argentina  | Facundo Bagnis      | 126   | Cuartos de final      |
| 5        | Bandera de Italia     | Lorenzo Musetti     | 129   | Primera ronda         |
| 8        | Bandera de Alemania   | Daniel Altmaier     | 132   | Primera ronda         |

- 1 Se ha tomado en cuenta el ranking del 25 de enero de 2021

### Otros participantes
Los siguientes jugadores recibieron una invitación (wild card), por lo tanto ingresan directamente al cuadro principal (WC):
- Sarp Ağabigün
- Marsel İlhan
- Ergi Kırkın

Los siguientes jugadores ingresan al cuadro principal tras disputar el cuadro clasificatorio (Q):
- Duje Ajduković
- Tomás Martín Etcheverry
- Facundo Mena
- Akira Santillan

## Campeones

### Individual Masculino
- Carlos Taberner derrotó en la final a  Jaume Munar, 6–4, 6–1

### Dobles Masculino
- Denys Molchanov /  Aleksandr Nedovyesov derrotaron en la final a  Robert Galloway /  Alex Lawson, 6–4, 7–6(2)